# Tart-le-Haut
Tart-le-Haut és un municipi francès, situat al departament de la Costa d'Or i a la regió de Borgonya - Franc Comtat. L'any 2007 tenia 1.407 habitants.

## Demografia

### Població
El 2007 la població de fet de Tart-le-Haut era de 1.407 persones. Hi havia 425 famílies, de les quals 41 eren unipersonals (25 homes vivint sols i 16 dones vivint soles), 82 parelles sense fills, 282 parelles amb fills i 20 famílies monoparentals amb fills.
La població ha evolucionat segons el següent gràfic:
Habitants censats

### Habitatges
El 2007 hi havia 438 habitatges, 428 eren l'habitatge principal de la família, 6 eren segones residències i 4 estaven desocupats. 428 eren cases i 9 eren apartaments. Dels 428 habitatges principals, 404 estaven ocupats pels seus propietaris, 21 estaven llogats i ocupats pels llogaters i 2 estaven cedits a títol gratuït; 1 tenia una cambra, 3 en tenien dues, 20 en tenien tres, 122 en tenien quatre i 281 en tenien cinc o més. 355 habitatges disposaven pel capbaix d'una plaça de pàrquing. A 108 habitatges hi havia un automòbil i a 303 n'hi havia dos o més.

### Piràmide de població
La piràmide de població per edats i sexe el 2009 era:
| Homes | Edats   | Dones |
| ----- | ------- | ----- |
| 0     | 95 o +  | 4     |
| 0     | 90 a 94 | 0     |
| 0     | 85 a 89 | 0     |
| 0     | 80 a 84 | 0     |
| 0     | 75 a 79 | 4     |
| 0     | 70 a 74 | 8     |
| 12    | 65 a 69 | 16    |
| 12    | 60 a 64 | 4     |
| 20    | 55 a 59 | 16    |
| 36    | 50 a 54 | 28    |
| 24    | 45 a 49 | 28    |
| 48    | 40 a 44 | 28    |
| 24    | 35 a 39 | 32    |
| 60    | 30 a 34 | 32    |
| 16    | 25 a 29 | 24    |
| 24    | 20 a 24 | 12    |
| 16    | 15 a 19 | 20    |
| 40    | 10 a 14 | 40    |
| 56    | 5 a 9   | 44    |
| 28    | 0 a 4   | 32    |

## Economia
El 2007 la població en edat de treballar era de 891 persones, 723 eren actives i 168 eren inactives. De les 723 persones actives 675 estaven ocupades (370 homes i 305 dones) i 47 estaven aturades (16 homes i 31 dones). De les 168 persones inactives 37 estaven jubilades, 81 estaven estudiant i 50 estaven classificades com a «altres inactius».

### Ingressos
El 2009 a Tart-le-Haut hi havia 426 unitats fiscals que integraven 1.373 persones, la mediana anual d'ingressos fiscals per persona era de 19.904,5 €.

### Activitats econòmiques
Dels 18 establiments que hi havia el 2007, 1 era d'una empresa extractiva, 2 d'empreses de fabricació d'altres productes industrials, 3 d'empreses de construcció, 2 d'empreses de comerç i reparació d'automòbils, 4 d'empreses de transport, 2 d'empreses d'hostatgeria i restauració, 1 d'una empresa financera, 1 d'una empresa de serveis i 2 d'empreses classificades com a «altres activitats de serveis».
Dels 4 establiments de servei als particulars que hi havia el 2009, 2 eren guixaires pintors, 1 perruqueria i 1 restaurant.
L'únic establiment comercial que hi havia el 2009 era una botiga de material esportiu.

## Equipaments sanitaris i escolars
El 2009 hi havia 1 escola maternal i 1 escola elemental.

## Poblacions més properes
El següent diagrama mostra les poblacions més properes.